# Mordellistena nigritarsis
Mordellistena nigritarsis es una especie de coleóptero de la familia Mordellidae.

## Distribución geográfica
Habita en Georgia (Asia).